# Seicheprey
Seicheprey ist eine französische Gemeinde mit 109 Einwohnern (Stand 1. Januar 2022) im Département Meurthe-et-Moselle in der Region Grand Est. Sie gehört zum Arrondissement Toul und zum Gemeindeverband Mad et Moselle.

## Geografie
Die Gemeinde Seicheprey liegt auf einem Plateau oberhalb des linken Moselzuflusses Rupt de Mad, etwa 22 Kilometer westlich von Pont-à-Mousson. Im Westen grenzt das Département Meuse an das Gemeindeareal, das vorwiegend aus Äckern besteht. Kleinere Waldgebiete finden sich im Nordosten und Osten (Bois de Remíères, Bois du Jury). Das Gebiet der Gemeinde ist Teil des Regionalen Naturparks Lothringen.
Nachbargemeinden von Seicheprey sind Saint-Baussant im Norden, Flirey im Osten, Bernécourt im Südosten, Mandres-aux-Quatre-Tours und Beaumont im Süden, Rambucourt im Südwesten, Xivray-et-Marvoisin im Westen sowie Richecourt und Lahayville im Nordwesten.

## Geschichte
Erste schriftliche Zeugnisse über die Existenz von Seicheprey führen in das Jahr 1227 zurück, als das Dorf Sachepree hieß. Der Ortsname entwickelte sich über Sechepree (1283), Seschepreie (1284), Sachepreie (1305) und Sochepré (1326) zur seit 1793 bis heute unveränderten Schreibweise Seicheprey.
Seit Mitte des 14. Jahrhunderts gehörte Seicheprey zum Herzogtum Bar.
Das Wappen der Gemeinde symbolisiert auf grünem Grund mit silbernen Steinen den mit Handschlag besiegelten Vertrag von Liverdun vom 26. Juni 1632, bei dem sich der französische König Ludwig XIII. und der lothringische Herzog Karl IV. verpflichteten, sich während des Dreißigjährigen Krieges gegenseitig beizustehen.
Überregional bekannt wurde Seicheprey während des Ersten Weltkrieges, als am 20. April 1918 erstmals – noch vor der Schlacht von St. Mihiel – deutsche Einheiten auf die Amerikanischen Expeditionsstreitkräfte trafen, die bis dahin von General Pershing vorsorglich zurückgehalten wurden, bis die volle Truppenstärke erreicht war. Die 26. US-Infanterie-Division hatte am Morgen des 26. Juni einen deutschen Vorstoß aus Richtung Norden abzuwehren. Die Gefechte waren heftig und verlustreich für beide Seiten.
Am Nachmittag konnten die Amerikaner bei einem Gegenangriff Seicheprey wieder einnehmen, was in der amerikanischen Presse als Sieg gefeiert wurde. Dieser Sieg war aber teuer erkauft worden, denn am Abend des 26. Juni 1918 wurden allein in der 102. Infanterie-Brigade mindestens 80 amerikanische Soldaten beerdigt. Dazu kamen 424 Verwundete und 130 von den Deutschen gefangen Genommene.

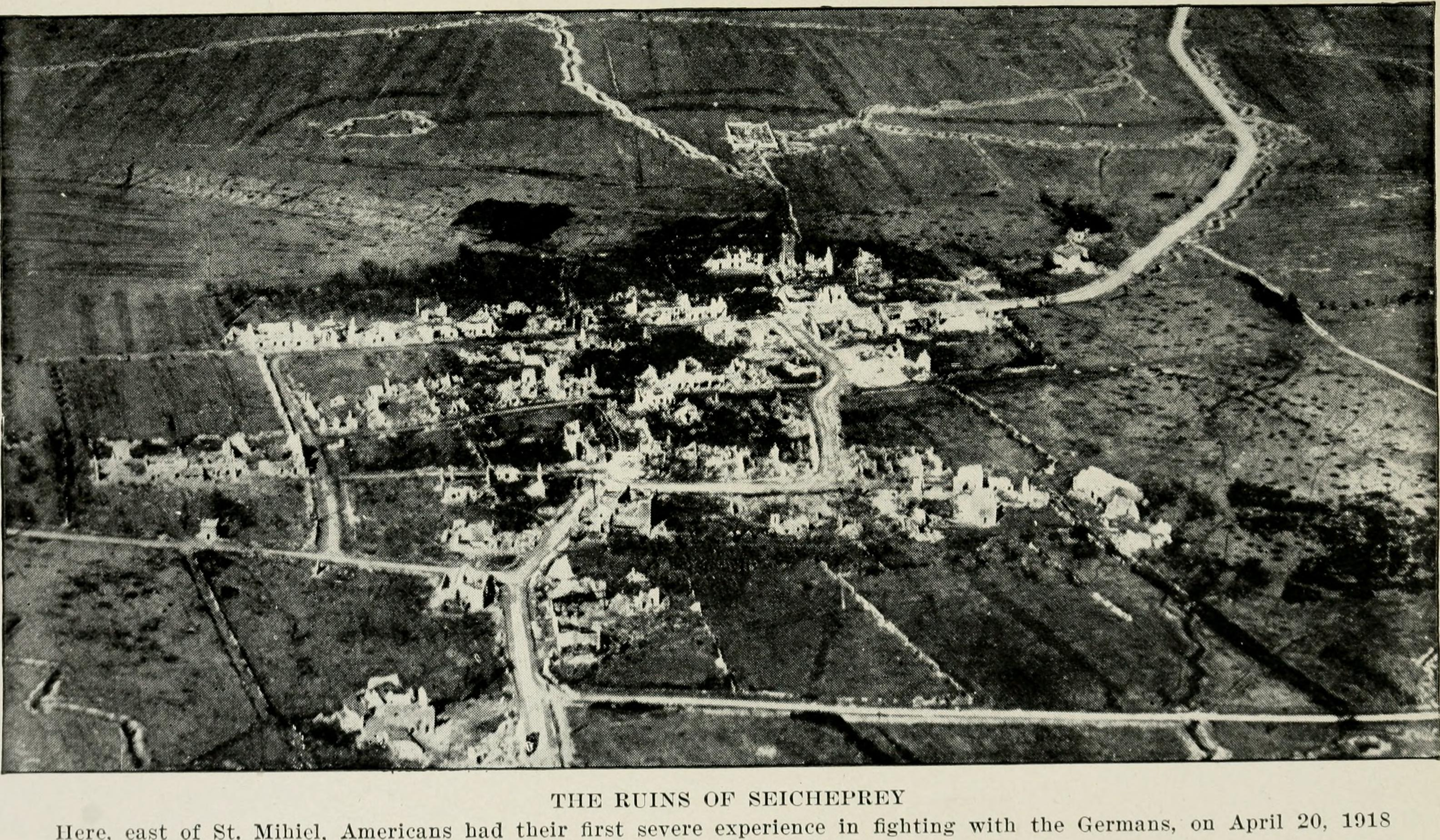
Seicheprey in Trümmern 1918

Das Dorf Seicheprey war nach der Schlacht dem Erdboden gleichgemacht.

### Bevölkerungsentwicklung
| Jahr      | 1962 | 1968 | 1975 | 1982 | 1990 | 1999 | 2006 | 2014 | 2022 |
| --------- | ---- | ---- | ---- | ---- | ---- | ---- | ---- | ---- | ---- |
| Einwohner | 107  | 85   | 76   | 76   | 72   | 81   | 102  | 114  | 109  |

Im Jahr 1851 wurde mit 317 Bewohnern die bisher höchste Einwohnerzahl ermittelt. Die Zahlen basieren auf den Daten von cassini.ehess und INSEE.

## Sehenswürdigkeiten
- Kirche St. Peter (Église Saint-Pierre) aus dem 13. Jahrhundert im Ortszentrum, nach Zerstörung im Ersten Weltkrieg 1925 neu errichtet
- Amerikaner-Brunnen (La Fontaine américaine) in Erinnerung an die amerikanischen Truppen

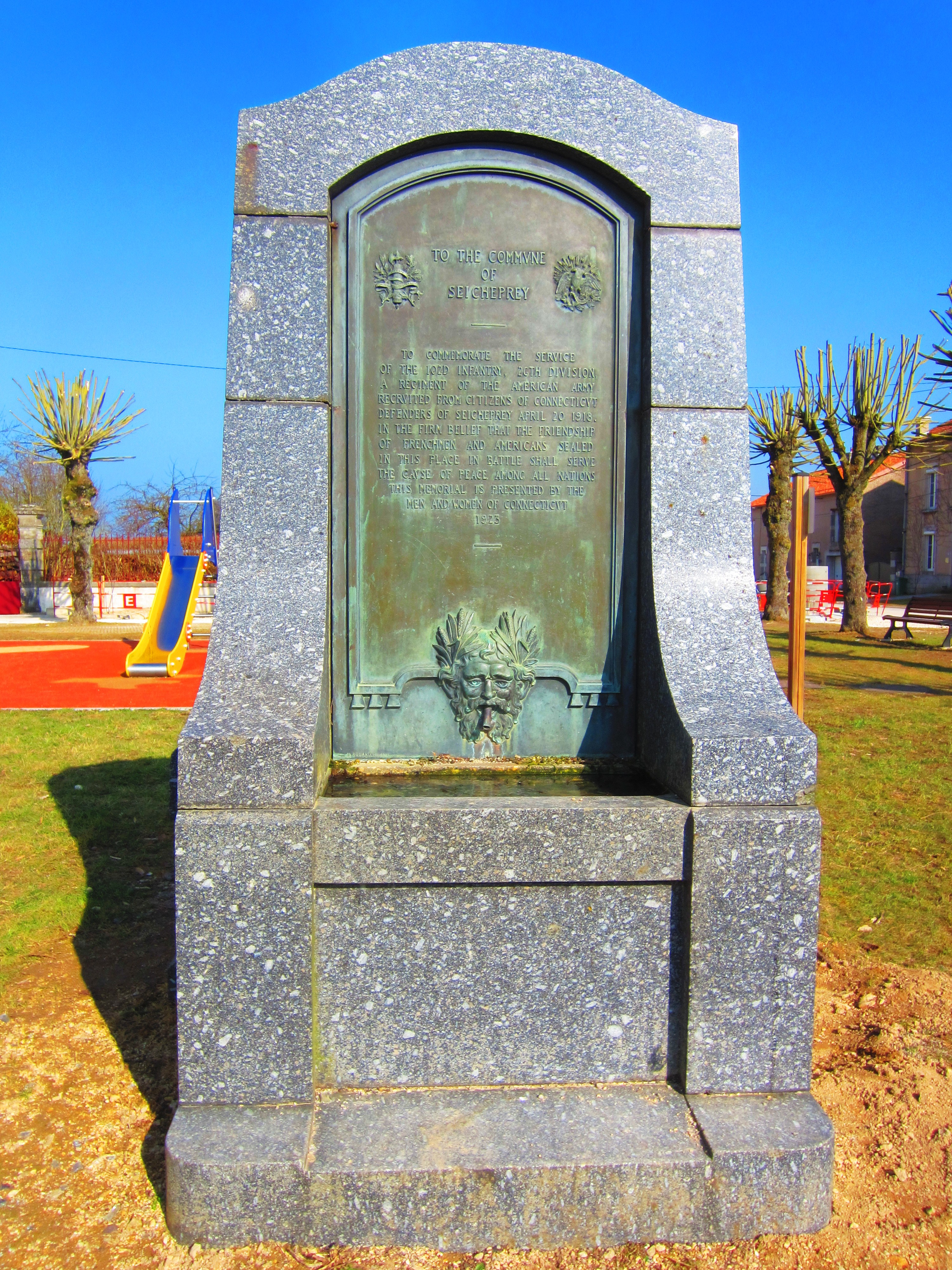
Fontaine américaine
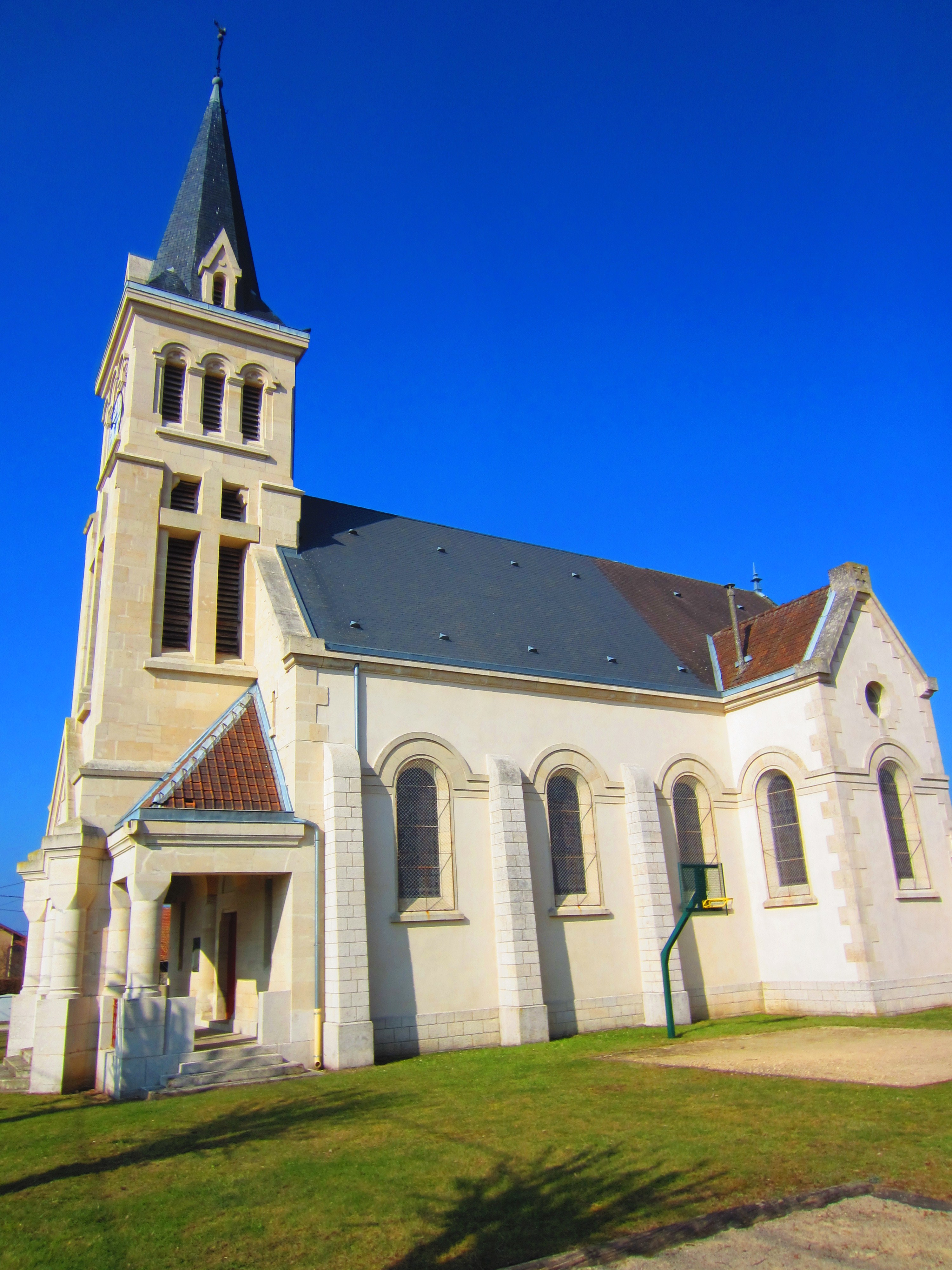
Kirche Saint-Pierre

## Wirtschaft und Infrastruktur
Seit dem ausgehenden Mittelalter bestimmen Ackerbau und Viehzucht das Bild der Gemeinde Seicheprey. In der Gemeinde sind elf Landwirtschaftsbetriebe ansässig (Getreideanbau, Schweinehaltung). Handel und Kleingewerbe sind von lokaler Bedeutung. Viele Erwerbstätige sind heute Pendler, die in den Städten an Maas und Mosel ihrer Arbeit nachgehen.
Die Gemeinde Seicheprey liegt abseits der überregional wichtigen Verkehrslinien. Durch den Südosten der Gemeinde führt die Hauptstraße D 958 von Commercy an der Maas nach Pont-à-Mousson an der Mosel. Der nächste Autobahnanschluss an die A 313 befindet sich in einer Entfernung von ungefähr 23 Kilometern. Weitere Straßenverbindungen bestehen nach Richecourt und Saint-Baussant. Die zweigleisige Bahnlinie von Lérouville nach Metz, die durch den Westen der Gemeinde führt, spielt nur noch eine untergeordnete Rolle im Güterverkehr. Der nächste Bahnhalt befindet sich an der Bahnstrecke Paris–Strasbourg im 33 Kilometer entfernten Bahnhof Lorraine TGV.

## Belege
1. ↑  Wappenbeschreibung auf genealogie-lorraine.fr (französisch)
2. ↑  
James Hallas: The United States in the First World War: an encyclopedia. Hrsg.: Anne Cipriano Venzon. Routledge, 1999, ISBN 0-8153-3353-6, Seicheprey, S. 537–540.
3. ↑  Seicheprey auf cassini.ehess
4. ↑  Seicheprey auf INSEE
5. ↑  Landwirtschaftsbetriebe auf annuaire-mairie.fr (französisch)